# Zeitleiste

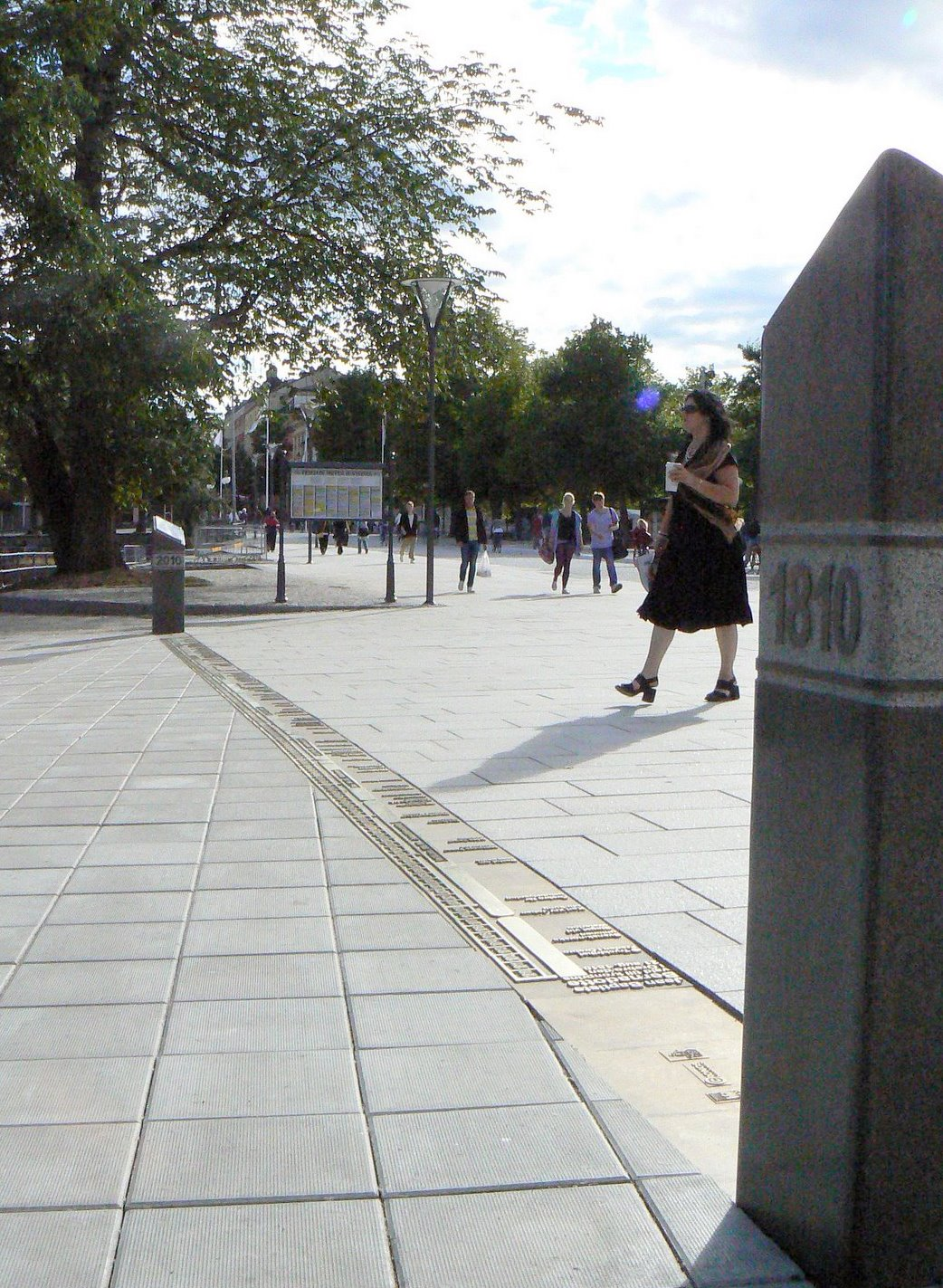
Bronzene Zeitleiste „Fünfzehn Meter Geschichte“ mit Informationstafel in Örebro, Schweden

Eine Zeitleiste (auch Zeittafel oder Zeitstrahl) ist eine Darstellung von Zeiträumen und Abfolgen zeitlicher Ereignisse in Form einer Graphik oder Tabelle. Dabei wird die zeitliche Abfolge als räumliche Reihenfolge dargestellt, z. B. stehen frühere Ereignisse weiter oben und spätere weiter unten. Neben der Reihenfolge (Ordinalskala) gibt es auch die Möglichkeit, zeitliche Abstände durch räumliche Abstände darzustellen (Intervallskala): Je größer der Abstand zwischen zwei Punkten auf der Leiste, desto größer auch der zeitliche Abstand zwischen den entsprechenden Ereignissen.

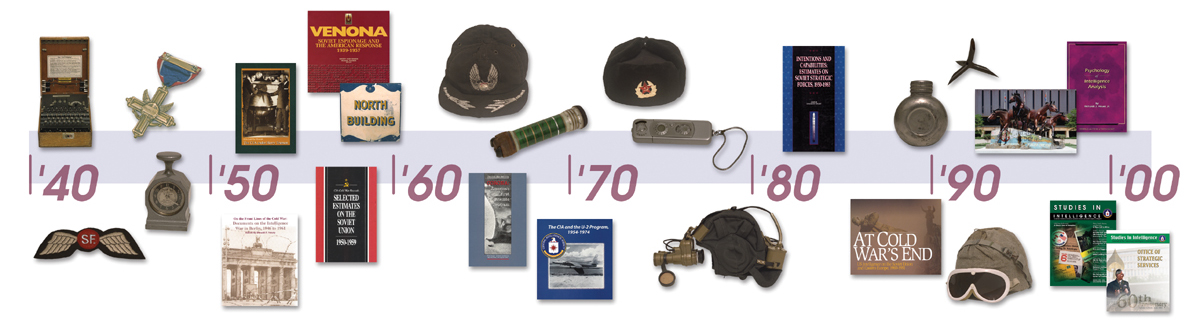
Illustrierte Zeitleiste der Geschichte der Central Intelligence Agency

Der Begriff der Zeitleiste oder des Zeitstrahls wird meist verwendet, um eine graphische Darstellung von Zeitabläufen in Form einer Gerade zu beschreiben, bei der einzelne Ereignisse wie bei einem Zahlengerade (Zahlenstrahl) durch die Gerade kreuzende Markierungen eingetragen sind. Zeiträume wie z. B. eine Epoche werden dann als Abschnitte zwischen zwei solchen Ereignissen dargestellt und ggf. farblich hervorgehoben. Zudem bietet diese Darstellungsform Platz, um die Ereignisse oder Zeiträume mit weiterem Text oder Illustrationen zu versehen. Es ist auch möglich, verschiedene Zeitleisten über- oder nebeneinander darzustellen. Auf diese Weise können verschiedene Entwicklungen nebeneinander gestellt werden, die sich während der gleichen Zeit abspielten. Ein Beispiel für eine solche synoptische Darstellung ist Arno Peters’ „Synchronoptische Weltgeschichte“. Dort werden Ereignisse aus allen Teilen der Welt und allen Lebensbereichen synchron in einer Zeitleiste bestellt.
Künstlerisch gestaltete Zeitleisten finden sich auch auf den Fassaden historischer Gebäude. Solche aufwändiger gestalteten Illustrationen historischer Ereignisse werden auch als Geschichtsfries bezeichnet.
Zeittafeln sind hingegen meist Darstellungen in Form einer Tabelle, die ähnlich einem tabellarischen Lebenslauf Daten oder Zeiträume in chronologischer Reihenfolge auflisten und ggf. in einer weiteren Spalte zusätzliche Informationen liefern. Zeittafeln beginnen üblicherweise mit dem frühesten Datum. Es kann jedoch auch sinnvoll sein, den zeitlichen Ablauf rückläufig beginnend mit dem spätesten Datum darzustellen. Zeittafeln sind zuerst von der Encyclopedia Britannica als Mittel verwendet worden, um einzelne Themen in ihrer historischen Entwicklung darzustellen. Eine Chronologie sortiert in der Regel nach Jahreszahlen oder Zeitabschnitten. Dabei werden gleich lange Zeitabschnitte nicht unbedingt mit der gleichen Informations- oder Textmenge besetzt. Eine entfernt ähnliche Aufgabe hat die Chronik, oft unter systematischen Gesichtspunkten Zeiträume zusammenfassend, die jedoch wesentlich ausführlicher und in der Regel in Prosaform geschichtliche Ereignisse darstellt. Die Chronik kann aber ebenfalls streng in gleich lange Zeitabschnitte unterteilt sein.

Auch in der Natur finden sich leicht ablesbare Darstellungen zeitlicher Abfolgen, etwa in der Schichtung von Sedimentgesteinen oder in Jahresringen von Bäumen. Diese stellen in gewisser Weise natürliche Zeitleisten dar.

## Beispiel einer horizontalen Zeitleiste
Das Beispiel baut auf der Liste der altnordischen Sprachen auf.
 Periodisierung des Nordgermanischen: 

## Beispiel einer vertikalen Zeitleiste
Für das Beispiel einer vertikalen Zeitleiste wird die Liste der Regierenden Bürgermeister von Berlin verwendet.
 Die Regierenden Bürgermeister West-Berlins von 1948 bis heute: 
- Ernst Reuter (SPD) (1. Februar 1951 bis 29. September 1953)
- Walther Schreiber (CDU) (22. Oktober 1953 bis 11. Januar 1955)
- Otto Suhr (SPD) (11. Januar 1955 bis 30. August 1957)
- Franz Amrehn (CDU) (30. August bis 3. Oktober 1957) kommissarisch
- Willy Brandt (SPD) (3. Oktober 1957 bis 1. Dezember 1966)
- Heinrich Albertz (SPD) (1. Dezember 1966 bis 19. Oktober 1967)
- Klaus Schütz (SPD) (19. Oktober 1967 bis 2. Mai 1977)
- Dietrich Stobbe (SPD) (2. Mai 1977 bis 23. Januar 1981)
- Hans-Jochen Vogel (SPD) (23. Januar bis 11. Juni 1981)
- Richard von Weizsäcker (CDU) (11. Juni 1981 bis 9. Februar 1984)
- Eberhard Diepgen (CDU) (9. Februar 1984 bis 16. März 1989)
- Walter Momper (SPD) (16. März 1989 bis 24. Januar 1991)
- Eberhard Diepgen (CDU) (24. Januar 1991 bis 16. Juni 2001)
- Klaus Wowereit (SPD) (16. Juni 2001 bis 11. Dezember 2014)
- Michael Müller (SPD) (11. Dezember 2014 bis 21. Dezember 2021)
- Franziska Giffey (SPD) (21. Dezember 2021 bis 27. April 2023)
- Kai Wegner (CDU) (27. April 2023 bis heute)